# Pachyrhachis
Pachyrhachis is een monotypisch geslacht van uitgestorven slangen met goed ontwikkelde achterpoten. Dit geslacht werd beschreven aan de hand van fossielen die werden ontdekt in Ein Yabrud, in de buurt van Ramallah, op de centrale Westelijke Jordaanoever. Het is een relatief kleine slang, ongeveer een meter lang. Pachyrhachis lijkt een oude zeeslang te zijn geweest; de fossielen zijn gevonden in een mariene kalksteenafzetting en het verdikte bot van de ribben en wervels zou als ballast hebben gediend om het drijfvermogen van het dier te verminderen, zodat het onder de oude Krijtzeeën kan duiken die het ooit bewoonde. Dit geslacht wordt alleen vertegenwoordigd door de soort Pachyrhachis problematicus. Het geslacht Pachyrhachis en de soort Pachyrhachis problematischus werden in 1979 beschreven door de Oostenrijkse paleontoloog en herpetoloog Georg Haas (1905-1981).

## Beschrijving
Pachyrhachis is een van de drie geslachten van slangen met achterpoten uit het Cenomanien. Hoewel veel moderne pythons en boa's nog steeds overblijfselen van hun achterpoten hebben, bevatten die van Pachyrhachis een heup-, knie- en enkelgewricht. Haas beschreef Pachyrhachis oorspronkelijk en merkte op dat hij een verbazingwekkende mengeling van slangachtige en hagedisachtige eigenschappen vertoonde; zijn status als een oude slang werd later bevestigd.
De positie van Pachyrhachis onder slangen is besproken. Pachyrhachis is een van de oudst bekende slangen en heeft goed ontwikkelde achterpoten, wat suggereert dat het een overgangsvorm was die slangen met zeehagedissen in verband bracht, hoewel andere studies Pachyrhachis plaatsen binnen de moderne groep Macrostomata.
Het lichaam van dit één meter lange dier leek sterk op het lange lichaam van een slang waarop zich een grote pythonachtige kop bevond. Het was een pootloos dier zonder schoudergordel. Wel waren er nog sporen van de bekkengordel aanwezig. Het dier had brede ribben.

## Leefwijze
Het was een aquatisch dier, dat hoofdzakelijk leefde van de visvangst. Ook ander klein gedierte stond op zijn menu. Het dier bewoog zich in het water voort met slangachtige bewegingen.

## Vondsten
Fossielen van dit dier werden gevonden in Azië (Israël) op de Westelijke Jordaanoever.